# Carcelia shibuyai
Carcelia shibuyai là một loài ruồi trong họ Tachinidae.